# Maria Theresia van Bourbon (1882-1912)

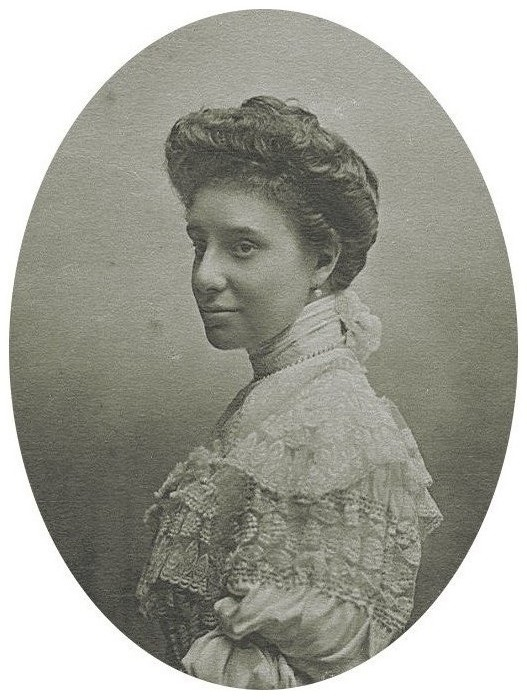
Infante Maria Theresia

Maria Theresa Isabella Eugenia del Patrocinio van Spanje (Madrid, 12 november 1882 – aldaar, 23 september 1912) was een infante van Spanje uit het Huis Bourbon. Zij was het tweede kind en de dochter van koning Alfons XII en diens vrouw Maria Christina van Oostenrijk. 
Zelf trouwde ze op 12 januari 1906 met haar tot Spanjaard genaturaliseerde neef Ferdinand Maria van Beieren en Bourbon. Het paar kreeg de volgende kinderen:
- Lodewijk Alfons (6 december 1906 – 14 mei 1983)
- José Eugenius (26 maart 1909 – 16 augustus 1966)
- Maria de las Mercedes (3 oktober 1911 – 11 september 1953)
- Maria del Pilar (15 september 1912 – 19 mei 1918)

Maria Theresia overleed in het kraambed, na de geboorte van hun jongste kind.
Ze was de 845ste dame in de Maria-Luisa-Orde.

## Kwartierstaat
| Francisco de Paula van Bourbon (1794-1865) | Francisco de Paula van Bourbon (1794-1865) | Francisco de Paula van Bourbon (1794-1865) | Francisco de Paula van Bourbon (1794-1865) | Francisco de Paula van Bourbon (1794-1865) | Francisco de Paula van Bourbon (1794-1865) | Louise Charlotte van Bourbon-Sicilië (1804-1844) | Louise Charlotte van Bourbon-Sicilië (1804-1844) | Louise Charlotte van Bourbon-Sicilië (1804-1844) | Louise Charlotte van Bourbon-Sicilië (1804-1844) | Louise Charlotte van Bourbon-Sicilië (1804-1844) | Louise Charlotte van Bourbon-Sicilië (1804-1844) |                                   |                                   | Ferdinand VII van Spanje (1784-1833)          | Ferdinand VII van Spanje (1784-1833)          | Ferdinand VII van Spanje (1784-1833)          | Ferdinand VII van Spanje (1784-1833)          | Ferdinand VII van Spanje (1784-1833)          | Ferdinand VII van Spanje (1784-1833)          | Maria Christina van Bourbon-Sicilië (1806-1878) | Maria Christina van Bourbon-Sicilië (1806-1878) | Maria Christina van Bourbon-Sicilië (1806-1878) | Maria Christina van Bourbon-Sicilië (1806-1878) | Maria Christina van Bourbon-Sicilië (1806-1878) | Maria Christina van Bourbon-Sicilië (1806-1878) |                                        |                                        | Karel van Oostenrijk-Teschen (1771-1847) | Karel van Oostenrijk-Teschen (1771-1847) | Karel van Oostenrijk-Teschen (1771-1847) | Karel van Oostenrijk-Teschen (1771-1847) | Karel van Oostenrijk-Teschen (1771-1847)   | Karel van Oostenrijk-Teschen (1771-1847)   | Henriëtte van Nassau-Weilburg (1797-1829)  | Henriëtte van Nassau-Weilburg (1797-1829)  | Henriëtte van Nassau-Weilburg (1797-1829)  | Henriëtte van Nassau-Weilburg (1797-1829)  | Henriëtte van Nassau-Weilburg (1797-1829)  | Henriëtte van Nassau-Weilburg (1797-1829)  |                                            |                                            | Jozef Anton Johan van Oostenrijk (1776-1847) | Jozef Anton Johan van Oostenrijk (1776-1847) | Jozef Anton Johan van Oostenrijk (1776-1847)         | Jozef Anton Johan van Oostenrijk (1776-1847)         | Jozef Anton Johan van Oostenrijk (1776-1847)         | Jozef Anton Johan van Oostenrijk (1776-1847)         | Maria Dorothea van Württemberg (1797-1855)           | Maria Dorothea van Württemberg (1797-1855)           | Maria Dorothea van Württemberg (1797-1855) | Maria Dorothea van Württemberg (1797-1855) | Maria Dorothea van Württemberg (1797-1855) | Maria Dorothea van Württemberg (1797-1855) |  |  |  |  |  |  |  |  |  |  |  |  |  |  |  |  |  |  |  |  |  |  |  |  |  |  |  |  |  |  |  |  |  |  |  |  |  |  |  |  |  |  |  |  |  |  |  |  |
| Francisco de Paula van Bourbon (1794-1865) | Francisco de Paula van Bourbon (1794-1865) | Francisco de Paula van Bourbon (1794-1865) | Francisco de Paula van Bourbon (1794-1865) | Francisco de Paula van Bourbon (1794-1865) | Francisco de Paula van Bourbon (1794-1865) | Louise Charlotte van Bourbon-Sicilië (1804-1844) | Louise Charlotte van Bourbon-Sicilië (1804-1844) | Louise Charlotte van Bourbon-Sicilië (1804-1844) | Louise Charlotte van Bourbon-Sicilië (1804-1844) | Louise Charlotte van Bourbon-Sicilië (1804-1844) | Louise Charlotte van Bourbon-Sicilië (1804-1844) |                                   |                                   | Ferdinand VII van Spanje (1784-1833)          | Ferdinand VII van Spanje (1784-1833)          | Ferdinand VII van Spanje (1784-1833)          | Ferdinand VII van Spanje (1784-1833)          | Ferdinand VII van Spanje (1784-1833)          | Ferdinand VII van Spanje (1784-1833)          | Maria Christina van Bourbon-Sicilië (1806-1878) | Maria Christina van Bourbon-Sicilië (1806-1878) | Maria Christina van Bourbon-Sicilië (1806-1878) | Maria Christina van Bourbon-Sicilië (1806-1878) | Maria Christina van Bourbon-Sicilië (1806-1878) | Maria Christina van Bourbon-Sicilië (1806-1878) |                                        |                                        | Karel van Oostenrijk-Teschen (1771-1847) | Karel van Oostenrijk-Teschen (1771-1847) | Karel van Oostenrijk-Teschen (1771-1847) | Karel van Oostenrijk-Teschen (1771-1847) | Karel van Oostenrijk-Teschen (1771-1847)   | Karel van Oostenrijk-Teschen (1771-1847)   | Henriëtte van Nassau-Weilburg (1797-1829)  | Henriëtte van Nassau-Weilburg (1797-1829)  | Henriëtte van Nassau-Weilburg (1797-1829)  | Henriëtte van Nassau-Weilburg (1797-1829)  | Henriëtte van Nassau-Weilburg (1797-1829)  | Henriëtte van Nassau-Weilburg (1797-1829)  |                                            |                                            | Jozef Anton Johan van Oostenrijk (1776-1847) | Jozef Anton Johan van Oostenrijk (1776-1847) | Jozef Anton Johan van Oostenrijk (1776-1847)         | Jozef Anton Johan van Oostenrijk (1776-1847)         | Jozef Anton Johan van Oostenrijk (1776-1847)         | Jozef Anton Johan van Oostenrijk (1776-1847)         | Maria Dorothea van Württemberg (1797-1855)           | Maria Dorothea van Württemberg (1797-1855)           | Maria Dorothea van Württemberg (1797-1855) | Maria Dorothea van Württemberg (1797-1855) | Maria Dorothea van Württemberg (1797-1855) | Maria Dorothea van Württemberg (1797-1855) |  |  |  |  |  |  |  |  |  |  |  |  |  |  |  |  |  |  |  |  |  |  |  |  |  |  |  |  |  |  |  |  |  |  |  |  |  |  |  |  |  |  |  |  |  |  |  |  |
|                                            |                                            |                                            |                                            |                                            |                                            |                                                  |                                                  |                                                  |                                                  |                                                  |                                                  |                                   |                                   |                                               |                                               |                                               |                                               |                                               |                                               |                                                 |                                                 |                                                 |                                                 |                                                 |                                                 |                                        |                                        |                                          |                                          |                                          |                                          |                                            |                                            |                                            |                                            |                                            |                                            |                                            |                                            |                                            |                                            |                                              |                                              |                                                      |                                                      |                                                      |                                                      |                                                      |                                                      |                                            |                                            |                                            |                                            |  |  |  |  |  |  |  |  |  |  |  |  |  |  |  |  |  |  |  |  |  |  |  |  |  |  |  |  |  |  |  |  |  |  |  |  |  |  |  |  |  |  |  |  |  |  |  |  |
|                                            |                                            |                                            |                                            | Frans van Assisi van Bourbon (1822-1902)   | Frans van Assisi van Bourbon (1822-1902)   | Frans van Assisi van Bourbon (1822-1902)         | Frans van Assisi van Bourbon (1822-1902)         | Frans van Assisi van Bourbon (1822-1902)         | Frans van Assisi van Bourbon (1822-1902)         |                                                  |                                                  |                                   |                                   |                                               |                                               | Isabella II van Spanje (1830-1904)            | Isabella II van Spanje (1830-1904)            | Isabella II van Spanje (1830-1904)            | Isabella II van Spanje (1830-1904)            | Isabella II van Spanje (1830-1904)              | Isabella II van Spanje (1830-1904)              |                                                 |                                                 |                                                 |                                                 |                                        |                                        |                                          |                                          |                                          |                                          | Karel Ferdinand van Oostenrijk (1818-1874) | Karel Ferdinand van Oostenrijk (1818-1874) | Karel Ferdinand van Oostenrijk (1818-1874) | Karel Ferdinand van Oostenrijk (1818-1874) | Karel Ferdinand van Oostenrijk (1818-1874) | Karel Ferdinand van Oostenrijk (1818-1874) |                                            |                                            |                                            |                                            |                                              |                                              | Elisabeth Francisca Maria van Oostenrijk (1831-1903) | Elisabeth Francisca Maria van Oostenrijk (1831-1903) | Elisabeth Francisca Maria van Oostenrijk (1831-1903) | Elisabeth Francisca Maria van Oostenrijk (1831-1903) | Elisabeth Francisca Maria van Oostenrijk (1831-1903) | Elisabeth Francisca Maria van Oostenrijk (1831-1903) |                                            |                                            |                                            |                                            |  |  |  |  |  |  |  |  |  |  |  |  |  |  |  |  |  |  |  |  |  |  |  |  |  |  |  |  |  |  |  |  |  |  |  |  |  |  |  |  |  |  |  |  |  |  |  |  |
|                                            |                                            |                                            |                                            | Frans van Assisi van Bourbon (1822-1902)   | Frans van Assisi van Bourbon (1822-1902)   | Frans van Assisi van Bourbon (1822-1902)         | Frans van Assisi van Bourbon (1822-1902)         | Frans van Assisi van Bourbon (1822-1902)         | Frans van Assisi van Bourbon (1822-1902)         |                                                  |                                                  |                                   |                                   |                                               |                                               | Isabella II van Spanje (1830-1904)            | Isabella II van Spanje (1830-1904)            | Isabella II van Spanje (1830-1904)            | Isabella II van Spanje (1830-1904)            | Isabella II van Spanje (1830-1904)              | Isabella II van Spanje (1830-1904)              |                                                 |                                                 |                                                 |                                                 |                                        |                                        |                                          |                                          |                                          |                                          | Karel Ferdinand van Oostenrijk (1818-1874) | Karel Ferdinand van Oostenrijk (1818-1874) | Karel Ferdinand van Oostenrijk (1818-1874) | Karel Ferdinand van Oostenrijk (1818-1874) | Karel Ferdinand van Oostenrijk (1818-1874) | Karel Ferdinand van Oostenrijk (1818-1874) |                                            |                                            |                                            |                                            |                                              |                                              | Elisabeth Francisca Maria van Oostenrijk (1831-1903) | Elisabeth Francisca Maria van Oostenrijk (1831-1903) | Elisabeth Francisca Maria van Oostenrijk (1831-1903) | Elisabeth Francisca Maria van Oostenrijk (1831-1903) | Elisabeth Francisca Maria van Oostenrijk (1831-1903) | Elisabeth Francisca Maria van Oostenrijk (1831-1903) |                                            |                                            |                                            |                                            |  |  |  |  |  |  |  |  |  |  |  |  |  |  |  |  |  |  |  |  |  |  |  |  |  |  |  |  |  |  |  |  |  |  |  |  |  |  |  |  |  |  |  |  |  |  |  |  |
|                                            |                                            |                                            |                                            |                                            |                                            |                                                  |                                                  |                                                  |                                                  | Alfons XII van Spanje (1857-1885)                | Alfons XII van Spanje (1857-1885)                | Alfons XII van Spanje (1857-1885) | Alfons XII van Spanje (1857-1885) | Alfons XII van Spanje (1857-1885)             | Alfons XII van Spanje (1857-1885)             |                                               |                                               |                                               |                                               |                                                 |                                                 |                                                 |                                                 |                                                 |                                                 |                                        |                                        |                                          |                                          |                                          |                                          |                                            |                                            |                                            |                                            |                                            |                                            | Maria Christina van Oostenrijk (1858-1929) | Maria Christina van Oostenrijk (1858-1929) | Maria Christina van Oostenrijk (1858-1929) | Maria Christina van Oostenrijk (1858-1929) | Maria Christina van Oostenrijk (1858-1929)   | Maria Christina van Oostenrijk (1858-1929)   |                                                      |                                                      |                                                      |                                                      |                                                      |                                                      |                                            |                                            |                                            |                                            |  |  |  |  |  |  |  |  |  |  |  |  |  |  |  |  |  |  |  |  |  |  |  |  |  |  |  |  |  |  |  |  |  |  |  |  |  |  |  |  |  |  |  |  |  |  |  |  |
|                                            |                                            |                                            |                                            |                                            |                                            |                                                  |                                                  |                                                  |                                                  | Alfons XII van Spanje (1857-1885)                | Alfons XII van Spanje (1857-1885)                | Alfons XII van Spanje (1857-1885) | Alfons XII van Spanje (1857-1885) | Alfons XII van Spanje (1857-1885)             | Alfons XII van Spanje (1857-1885)             |                                               |                                               |                                               |                                               |                                                 |                                                 |                                                 |                                                 |                                                 |                                                 |                                        |                                        |                                          |                                          |                                          |                                          |                                            |                                            |                                            |                                            |                                            |                                            | Maria Christina van Oostenrijk (1858-1929) | Maria Christina van Oostenrijk (1858-1929) | Maria Christina van Oostenrijk (1858-1929) | Maria Christina van Oostenrijk (1858-1929) | Maria Christina van Oostenrijk (1858-1929)   | Maria Christina van Oostenrijk (1858-1929)   |                                                      |                                                      |                                                      |                                                      |                                                      |                                                      |                                            |                                            |                                            |                                            |  |  |  |  |  |  |  |  |  |  |  |  |  |  |  |  |  |  |  |  |  |  |  |  |  |  |  |  |  |  |  |  |  |  |  |  |  |  |  |  |  |  |  |  |  |  |  |  |
|                                            |                                            |                                            |                                            |                                            |                                            |                                                  |                                                  |                                                  |                                                  |                                                  |                                                  |                                   |                                   |                                               |                                               |                                               |                                               |                                               |                                               |                                                 |                                                 |                                                 |                                                 |                                                 |                                                 |                                        |                                        |                                          |                                          |                                          |                                          |                                            |                                            |                                            |                                            |                                            |                                            |                                            |                                            |                                            |                                            |                                              |                                              |                                                      |                                                      |                                                      |                                                      |                                                      |                                                      |                                            |                                            |                                            |                                            |  |  |  |  |  |  |  |  |  |  |  |  |  |  |  |  |  |  |  |  |  |  |  |  |  |  |  |  |  |  |  |  |  |  |  |  |  |  |  |  |  |  |  |  |  |  |  |  |
|                                            |                                            |                                            |                                            |                                            |                                            |                                                  |                                                  |                                                  |                                                  |                                                  |                                                  |                                   |                                   |                                               |                                               |                                               |                                               |                                               |                                               |                                                 |                                                 |                                                 |                                                 |                                                 |                                                 |                                        |                                        |                                          |                                          |                                          |                                          |                                            |                                            |                                            |                                            |                                            |                                            |                                            |                                            |                                            |                                            |                                              |                                              |                                                      |                                                      |                                                      |                                                      |                                                      |                                                      |                                            |                                            |                                            |                                            |  |  |  |  |  |  |  |  |  |  |  |  |  |  |  |  |  |  |  |  |  |  |  |  |  |  |  |  |  |  |  |  |  |  |  |  |  |  |  |  |  |  |  |  |  |  |  |  |
|                                            |                                            |                                            |                                            |                                            |                                            |                                                  |                                                  |                                                  |                                                  |                                                  |                                                  |                                   |                                   | Maria de las Mercedes van Bourbon (1880-1904) | Maria de las Mercedes van Bourbon (1880-1904) | Maria de las Mercedes van Bourbon (1880-1904) | Maria de las Mercedes van Bourbon (1880-1904) | Maria de las Mercedes van Bourbon (1880-1904) | Maria de las Mercedes van Bourbon (1880-1904) |                                                 |                                                 |                                                 |                                                 | Maria Theresia van Bourbon (1882-1912)          | Maria Theresia van Bourbon (1882-1912)          | Maria Theresia van Bourbon (1882-1912) | Maria Theresia van Bourbon (1882-1912) | Maria Theresia van Bourbon (1882-1912)   | Maria Theresia van Bourbon (1882-1912)   |                                          |                                          |                                            |                                            | Alfons XIII van Spanje (1886-1931)         | Alfons XIII van Spanje (1886-1931)         | Alfons XIII van Spanje (1886-1931)         | Alfons XIII van Spanje (1886-1931)         | Alfons XIII van Spanje (1886-1931)         | Alfons XIII van Spanje (1886-1931)         |                                            |                                            |                                              |                                              |                                                      |                                                      |                                                      |                                                      |                                                      |                                                      |                                            |                                            |                                            |                                            |  |  |  |  |  |  |  |  |  |  |  |  |  |  |  |  |  |  |  |  |  |  |  |  |  |  |  |  |  |  |  |  |  |  |  |  |  |  |  |  |  |  |  |  |  |  |  |  |

- Biblioteca Nacional de España: XX1522111
- Gemeinsame Normdatei: 137341970
- International Standard Name Identifier: 0000 0000 5826 5416
- Library of Congress Control Number: n2016023576
- Virtual International Authority File: 81545833
- WorldCat: E39PBJjRW9hg8wKVPj4By6FdwC